# 札幌市立篠路西小学校
札幌市立篠路西小学校（さっぽろしりつ しのろにししょうがっこう）は、北海道札幌市北区篠路五条にある、公立学校である。

## 概要
札幌市立篠路西小学校は、北海道札幌市北区篠路五条にある、公立小学校である。パートナー校は、札幌市立篠路西中学校・札幌市立茨戸小学校である。

## 交通
- 地下鉄麻生駅から中央バス篠路駅前団地線篠路5条4丁目下車　徒歩5分[3]
- あいの里教育大学行き　篠路5条1丁目下車　徒歩4分[3]
- JR学園都市線　篠路駅下車　徒歩12分[3]